# Gadžo
Gadžo (vysl. gadžo nebo gádžo) je v romštině označení osoby jiného než romského původu, „Nerom“. Jeho protikladem je výraz Rom. Je to slovo indického původu, jehož prapůvod lze hledat ve slovu „gārhya“ (गार्ह्य) v sanskrtu s významem „domácí“ (z kořene „gṛha-“ – „dům“). Původně označovalo usedlého sedláka. Pro ženu neromského původu se užívá výrazu gadži.
Původní význam označoval pouze vesničana, sedláka původu jiného než romského. Výjimkou byli příslušníci inteligence, popřípadě vyšší vrstvy městské, pro něž se používalo slovo raj = pán, které dnes znamená spíše člověka ušlechtilého, bez rozlišení etnického původu. Dalším termínem podobného významu bylo slovo goro (pro muže) nebo gorila (pro ženu), které však označovalo hlavně člověka bílé pleti spíše než člověka určitého sociálního postavení.
Ve slovenštině tento výraz pronikl do standardní slovní zásoby.
Slovo gadžo má někdy také hanlivý význam ve smyslu nečistý, tj. nedržící se romských mravních zásad.